# Oued Ed-Dahab-Lagouira
Guelmim-Es Semara (arapski: وادي الذهب لكويرة‎) je jedna od 16 regija Maroka. U regiji živi 73.067 stanovnika (po popisu stanovništva iz 2004. godine), na površini od 50,880 km². Područje se nalazi na spornom području Saharske Arapske Demokratske Republike.

## Administrativna podjela
Regija se sastoji od sljedećih provincija:
- Aousserd
- Oued Eddahab